# Atai Mons
L'Atai Mons è una struttura geologica della superficie di Venere.